# Coturnix delegorguei
Coturnix delegorguei là một loài chim trong họ Phasianidae.
Loài này phân bố ở ở Châu Phi và ở bán đảo Ả Rập. Loài này được đặt tên theo nhà sưu tập, Adulphe Delegorgue.

## Phân loài
Có 3 phân loài:
- C. d. arabica, Bannerman, 1929 - Tây nam bán đảo Ả Rập
- C. d. delegorguei, Delegorgue, 1847 - châu Phi cận Sahara và Madagascar
- C. d. histrionica, Hartlaub, 1849 - đảo São Tomé, vịnh Guinea

## Hình ảnh

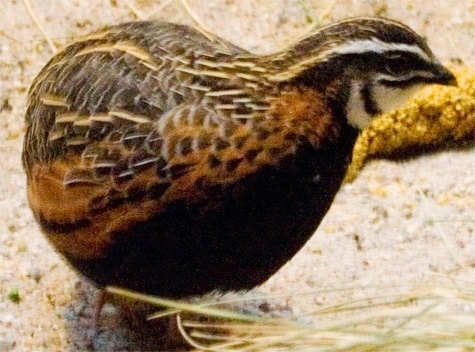
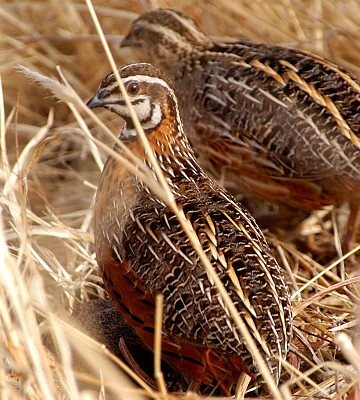